# Modrý život
Modrý život je soubor pravidel, která si ve Foglarově knize Přístav volá (původní název Modrý život Jiřího Dražana) sestavil chlapec Láďa Vilemín, aby je každý den plnil a dodržoval a byl tak dobrým a ušlechtilým chlapcem.
Jeho nový kamarád z knihy, Jiří Dražan, se také začne řídit Modrým životem, aby se tak Láďovi vyrovnal. Na myšlenku vytvoření Modrého života Láďu Vilemína přivedl v knize jiný hoch, Oto Šperk, svým špatným chováním. Modrý život je život správných chlapců a děvčat, život čestný, ve kterém se uplatní poctivost, přímost, přátelství, smysl pro povinnost, ve kterém jsou silnější připraveni pomáhat slabším.

Proč jej nazval Modrým životem, vysvětluje Láďa Vilemín v knize Jirkovi Dražanovi takto:
Pokusím se ti to vysvětlit. Snad víš, že se o šlechticích říká, že měli modrou krev? … Snažím se žít jako aristokrat. Praví a správní aristokraté byli lidé vzácných a krásných vlastností, pro které byli právě do šlechtického stavu povyšováni. A já chci být takovým aristokratem, ne ovšem z nějakého zděděného šlechtického titulu, který by na mě přešel bez mé zásluhy, ale který bych si zasloužil vším, co dělám. A tak jsem si vytvořil nový, vzorný „Modrý život“ a snažím se jím žít, abych se stal pravým šlechticem. Ne titulem, ale svými činy, celým svým životem.
Některá z pravidel se kryjí s podmínkami lovu 13 bobříků, např. bobřík dobrých činů. Tyto se pak po splnění započítávají jak k bobříkům, tak do Modrého života.
Modrý život může být brán jako nástroj osobního rozvoje.

## Zásady Modrého života
Zásady se vyskytují poprvé ve Foglarově knize Přístav volá, jejich shrnutí je pak v Zápisníku třinácti bobříků:
1. Ranní cvičení (alespoň 15 minut)
2. Čištění zubů (ráno a večer)
3. Mytí se studenou vodou (celé tělo)
4. Slušná mluva celý den (ani jedno hrubé či sprosté slovo)
5. Čestné chování (nelhat, nešidit, neurážet, neubližovat, nepoškozovat majetek)
6. Dobrý skutek (alespoň jeden denně)
7. Radostný prožitek (např. přečíst si kousek knihy, dostat dobrou známku, prožít schůzku či výpravu s klubem nebo oddílem, aj.)

## Citát
V čem spočívá duševní krása? V ušlechtilosti mysli, v dobrotě srdce, ve snášenlivé povaze, zapálené pro pravdu a spravedlnost, pro čestné jednání všude a za všech okolností, v konání dobra, ve vzorném každodenním životě.
 Jaroslav Foglar 